# Fugees
Fugees или The Fugees (транскр.  Фуџиз) била је америчка хип хоп група коју су чинили Лорин Хил, Вајклеф Џон и Праз Мичел. Група је стекла популарност 1990-их, углавном прерадом песме Killing Me Softly и синглом Ready or Not. Име групе је настало као скраћеница од енглеског термина за избеглице (енгл. refugees).

## Дискографија
Студијски албуми
- Blunted on Reality (1994)
- The Score (1996)

Компилације
- Greatest Hits (2003)